# ويل مور
ويل مور (بالإنجليزية: Will Moore)‏ هو لاعب كرة قدم أمريكية ولاعب كرة القدم الكندية أمريكي، ولد في 1970 في دالاس في الولايات المتحدة.

## وصلات خارجية
- ويل مور على موقع مرجع كرة القدم المحترفة.كوم (الإنجليزية)